# Pascale Renaud-Hébert
Pascale Renaud-Hébert est une autrice, scénariste, metteuse en scène et comédienne canadienne. 
Autrice de la pièce Hope Town, elle est la lauréate du prix SACD de la dramaturgie francophone 2021.

## Biographie

### Formations
Formée à l’écriture d’humoriste à l’École nationale de l’humour au Québec, Pascale Renaud-Hébert est de la promotion 2014 du Conservatoire d’art dramatique de Québec.

### Carrière
Pascale Renaud-Hébert est dramaturge à la Ligue nationale d'improvisation (LNI) et coscénariste de séries télé comme M’entends-tu ?, présentée à Télé-Québec. Elle évolue dans le domaine de l’improvisation depuis plus d’une décennie, en particulier au sein de la LIM, la Ligue d’Improvisation Montréalaise.
En 2015, elle coécrit le spectacle Julie, Tragédie canine. Coautrice de la réinterprétation du texte Antigone,, elle produit et met en scène son premier texte, Sauver des vies à Premier Acte en 2016.

## Distinction reçue
- 2021: prix SACD de la dramaturgie francophone[5].

## Œuvres
- (fr) Sauver des vies, L'Instant même, coll. « L'Instant scène », 2019 (ISBN 978-2-89502-420-0)[6].
- (fr) Hope Town, L'Instant même, 2019 (ISBN 978-2-89502-431-6)[7].